# Вальд (приток Велвы)
Вальд — река в России, протекает в Кудымкарском районе Пермского края. Устье реки находится в 168 км по правому берегу реки Велва. Длина реки составляет 13 км.
Исток реки в лесах Верхнекамской возвышенности близ границы Юрлинского и Кудымкарского районов в 10 км к северо-западу от посёлка Эрна. Исток находится на водоразделе Иньвы и Косы, рядом находятся верховья реки Лопан. Река течёт на юго-восток, всё течение проходит по ненаселённому лесу. Впадает в Велву севернее посёлка Эрна.

## Данные водного реестра
По данным государственного водного реестра России относится к Камскому бассейновому округу, водохозяйственный участок реки — Кама от города Березники до Камского гидроузла, без реки Косьва (от истока до Широковского гидроузла), Чусовая и Сылва, речной подбассейн реки — бассейны притоков Камы до впадения Белой. Речной бассейн реки — Кама.
Код объекта в государственном водном реестре — 10010100912111100008175.